# Ogcogaster tessellata
Ogcogaster tessellata är en insektsart som först beskrevs av John Obadiah Westwood 1847.  Ogcogaster tessellata ingår i släktet Ogcogaster och familjen fjärilsländor. Inga underarter finns listade i Catalogue of Life.